# Katedrála Panny Marie (Litomyšl)
Bazilika, později katedrála Panny Marie v Litomyšli je zaniklý nástupce kostela, který vznikl na Zámeckém návrší pravděpodobně ke konci 11. století jako klášterní kostel benediktinského kláštera, zpočátku zřejmě jako dřevěný. Jeho založení je připisováno Břetislavu II. Roku 1145 se stal klášterním kostelem nově založeného premonstrátského kláštera, roku 1344 pak katedrálou založeného litomyšlského biskupství. Kostel Panny Marie stál poblíž kostela sv. Klimenta, jehož původ byl tradicí kladen až k 9. století, podle jiných tezí vznikl naopak později než klášter, a to jako farní kostel osady laiků. Názory historiků na původ a vývoj těchto kostelů se průběžně mění a vyvíjejí. Při husitských vpádech roku 1421 a 1425 byl areál s oběma kostely poničen, mimo jiné i proto, že zdejší biskup Jan Železný vystupoval proti Janu Husovi na Kostnickém koncilu. Po skončení válek Kostkové z Postupic klášterní objekty přestavěli na hrad, kostely byly rozebrány na stavební materiál.

## Historie
Nejstarší historie místa je odvozována z listiny krále Vladislava I. z 10. ledna 1167, jejíž dochovaná verze se ukázala být padělkem z 1. poloviny 13. století. Listina obsahuje zmínku, že zakladatelem tohoto místa byl Břetislav II. („Brecizlai loci illius fundatoris“). To bylo zprvu vykládáno tak, že zde založil klášter benediktinů, v roce 1913 ale Václav Novotný s odvoláním i na Dobnera přišel s výkladem, že zde Břetislav založil velký kostel, zamýšlený jako farní, který byl až později změněn na premonstrátský.
Při archeologickém výzkumu prvního nádvoří zámku v letech 1959–1960 nalezla Květa Reichertová základy trojlodní románské baziliky, kterou datovala do konce 12. století, a rozpoznala na ní rysy typické pro premonstrátské stavby. Trojlodní románská bazilika se třemi apsidami byla dlouhá asi 40 metrů a široká 12 metrů. Vstupní portál byl v západním průčelí mezi dvěma věžemi. První západní dvojice pilířů a druhý severozápadní pilíř měly obdobný profil jako sokl vnější strany věží. Ostatní pilíře, včetně vnitřního soklu severozápadní věže, byly profilovány odlišně.
V roce 1966 Květa Reichertová, i v reakci na polemiku s Anežkou Merhautovou-Livorovou, přišla s tezí, že na místě kostela sv. Klimenta, spojovaného s cyrilometodějskou tradicí, vznikl v Břetislavově době větší kostel téhož zasvěcení, spravovaný opatovickými benediktiny, kteří zde však neměli klášter, ale jen provizorní obydlí, a tento kostel se stal v roce 1259 farním kostelem nově založeného města. Poblíž tohoto kostela pak měli premonstráti postavit nový kostel Panny Marie. Anežka Merhautová-Livorová ve své části článku zastávala tezi, že klášterním kostelem se stal ten kostel, který založil Břetislav II. a který byl součástí hradu. Kostel sv. Klimenta podle Merhautové stál v předhradí, v ještě starších dobách však stál uvnitř hradiště, které hradu předcházelo. Břetislavův hrad byl podle ní menší než původní hradiště. Zatímco Reichertová považovala baziliku za jednotné dílo z konce 12. století, na němž se však postupně podílely dvě různé stavební hutě, Merhautová v roce 1971 přišla s názorem, že trojlodí s východním závěrem bylo postaveno do roku 1100, zatímco dvouvěžové západní průčelí vzniklo až dodatečně v druhé polovině 12. století, kdy již bazilika patřila premonstrátům. V roce 1977 i Reichertová napsala, že Břetislav II. na litomyšlském hradišti založil kostel Panny Marie, u kterého později vznikl premonstrátský klášter. Starší etapu baziliky datovala do 11. století, západní průčelí s věžemi a portálem do 2. poloviny 12. století. V roce 1977 zopakovala tezi, že kostel byl pravděpodobně spravován opatovickými benediktiny. Podle textu Merhautové z roku 1983 byla bazilika poté, co se stala klášterním kostelem premonstrátů, podle domácích rozšířena o dvouvěžové západní průčelí s portálem. Na konci 13. století za opata Oldřicha byla bazilika rozšířena 
Petr Charvát v roce 1994 z mlhavých náznaků v nekrologiu benediktinského kláštera v Podlažicích z let 1204–1227 vyvozoval, že Břetislavův kostel mohl být benediktinským řádovým domem a že jeho opaty mohli být Mikuláš a Řehoř, zmiňovaní v nekrologiu, ovšem s daty bez údajů o roku. V roce 1997 Charvát připustil představu, že nespecifikovaný církevní ústav, který Břetislav založil, mohl být nevelkou kolegiátní kapitulou.
Karel Severin v roce 2006 připomíná poznatek rozvíjený v 90. letech 20. století, že většina klášterů měla zpočátku fázi dřevěných staveb, která trvala od 40 až do 200 let. Vyvozuje, že pokud Břetislav II. v Litomyšli založil benediktinský klášter, mohl kostel existovat již před rokem 1100, ale jako dřevostavba a kamenný chrám mohli benediktini vybudovat až po několika desetiletích. Pokud zde ale klášter benediktinů nebyl, tak podle Severina premonstráti v Litomyšli nalezli pouze farní kostel, který určitě nebyl trojlodní bazilikou a pravděpodobně byl ze dřeva. Pak museli nejdříve ze dřeva postavit klášter a k budování zděných staveb by se dostali asi v posledních desetiletích 12. století. S těmito koncepcemi nebyly v souladu závěry Reichertové ani Merhautové. Historické slovanské hradiště Litomyšl, k němuž odkazují dobové zmínky, se nenacházelo na dnešním Zámeckém návrší, ale na území Benátek, asi 2 kilometry od dnešní Litomyšle (hradiště Hrutov), kde ovšem Břetislav II. žádnou církevní stavbu nezaložil. Zakládat „velký farní kostel“ na dnešním Zámeckém návrší, kde tehdy nebylo žádné hradiště ani sídliště, by nedávalo smysl, založení benediktinského kláštera naopak ano. Podle Severina zde tedy byl postaven nejprve klášterní kostel Panny Marie, poté farní kostel osady laiků, oba zprvu ze dřeva. Asi v 1. polovině 12. století bylo opuštěno hradiště u dnešních Benátek a jeho název přenesen na osadu pod klášterem. Do 40. let 12. století postavili benediktini postavili větší část trojlodní baziliky bez západního závěru, pak byli z kláštera vypuzeni a nahrazeni kanonií premonstrátů,
kteří v 2. polovině 12. století stavbu dokončili podle svých řádových tradic a vybudovali zděné objekty kláštera. Teprve potom pravděpodobně nahradili dřevěný kostel sv. Klimenta kamenným.
V roce 2011 byly při záchranném archeologickém průzkumu na prvním nádvoří odkryta zdiva s architektonickými články gotické katedrály. Na základě tohoto nálezu a použitých stavebních prvků byl usuzovaný původ katedrály posunut minimálně o 100 let do minulosti, takže podle těchto poznatků vznik kostela souvisel s přestavbou premonstrátského kláštera patrně v polovině 13. století.